# Румънско-австро-унгарска военна конвенция (1900)
Румънско-австро-унгарската военна конвенция от септември 1900 година е тайно споразумение между Румъния и Австро-Унгария за общи бойни действия в случай на война с Русия. Освен съгласуване на военните планове, конвенцията включва и договорености за териториално разширяване на двете държави, които засягат пряко не само Русия, но и България и Османската империя. Правителството на Петре Карп получава подкрепа за претенциите си по отношение на части от Бесарабия, а също така и към Североизточна България с градовете Силистра, Варна, Шумен и Русе. Във Виена разчитат, че по този начин ще отдалечат и отслабят руското влияние на Балканите. Същевременно австро-унгарското правителство си запазва правото да овладее Македония в благоприятен момент.
Конвенцията потвърждава обвързването на Румъния с Тройния съюз и, след като съдържанието ѝ става известно, подтиква към сближение заплашените Русия и България.